# Komórki beta

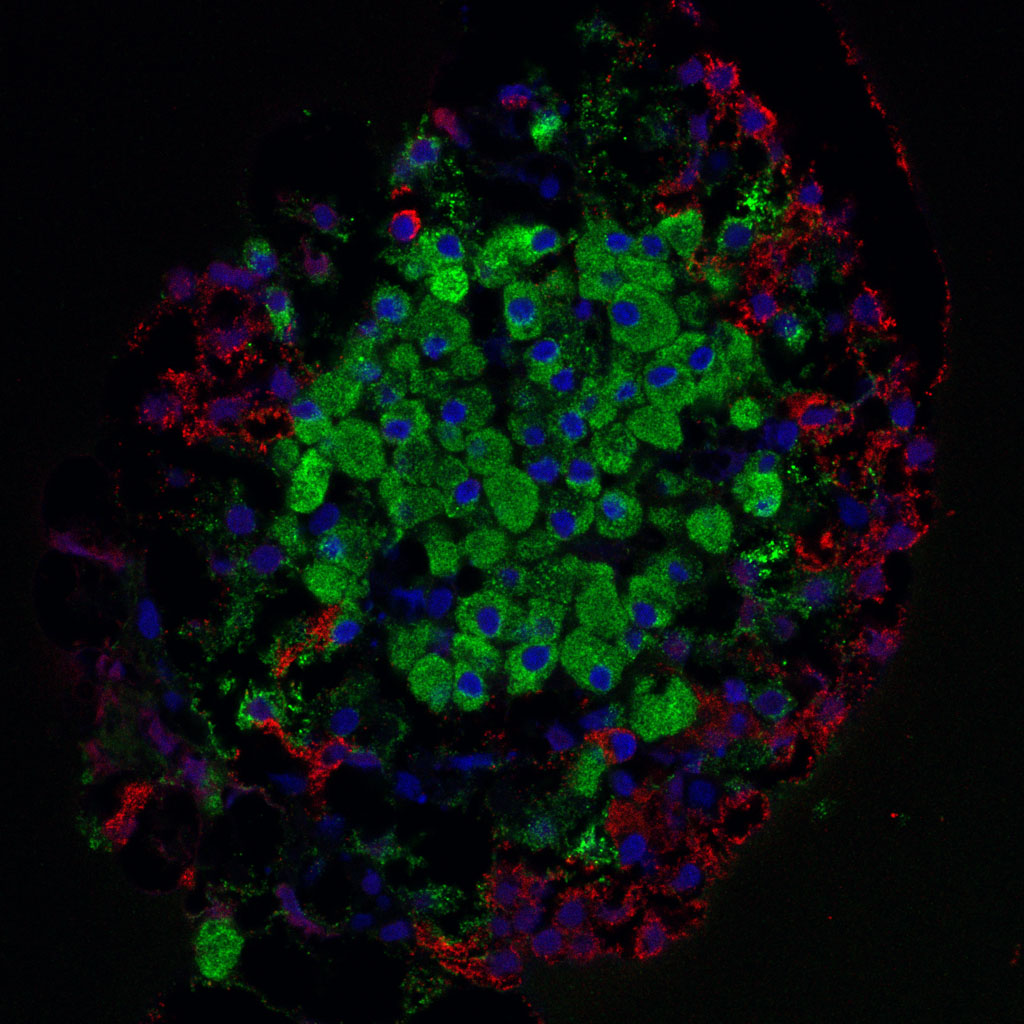
Wyspa trzustkowa szczura (komórki beta wybarwione na zielono barwnikiem wykrywającym insulinę)

Komórki beta, komórki β, komórki B – najliczniejsze komórki endokrynne tworzące miąższ wysepek Langerhansa w trzustce. Należą do komórek APUD i odpowiadają za wydzielanie insuliny i amyliny. Znajdują się głównie w centrum wysepek trzustkowych i stanowią 80% wszystkich komórek wysepkowych. Cechują się okrągłymi, pęcherzykowatymi jądrami, rozwiniętą siateczką śródplazmatyczną szorstką i licznymi, różnej wielkości pęcherzykami wydzielniczymi.
Synteza insuliny regulowana jest przez gen INS, który znajduje się w ramieniu krótkim chromosomu 11. Syntezowana jest preproinsulina, która następnie przechodzi pod wpływem proteaz w proinsulinę. W aparacie Golgiego komórek beta zostaje ona rozbita na insulinę i peptyd C.